# Troglohyphantes dalmaticus
Troglohyphantes dalmaticus là một loài nhện trong họ Linyphiidae.
Loài này thuộc chi Troglohyphantes. Troglohyphantes dalmaticus được Wladislaus Kulczynski miêu tả năm 1914.